# Volcan Barva
Pour les articles homonymes, voir Barva.
Le volcan Barva ou volcan Barba, en espagnol Volcán Barva, Volcán Barba ou encore Las Tres Marías, est un volcan du Costa Rica. Il s'élève jusqu'à 2 906 mètres d'altitude dans la Cordillère Centrale.

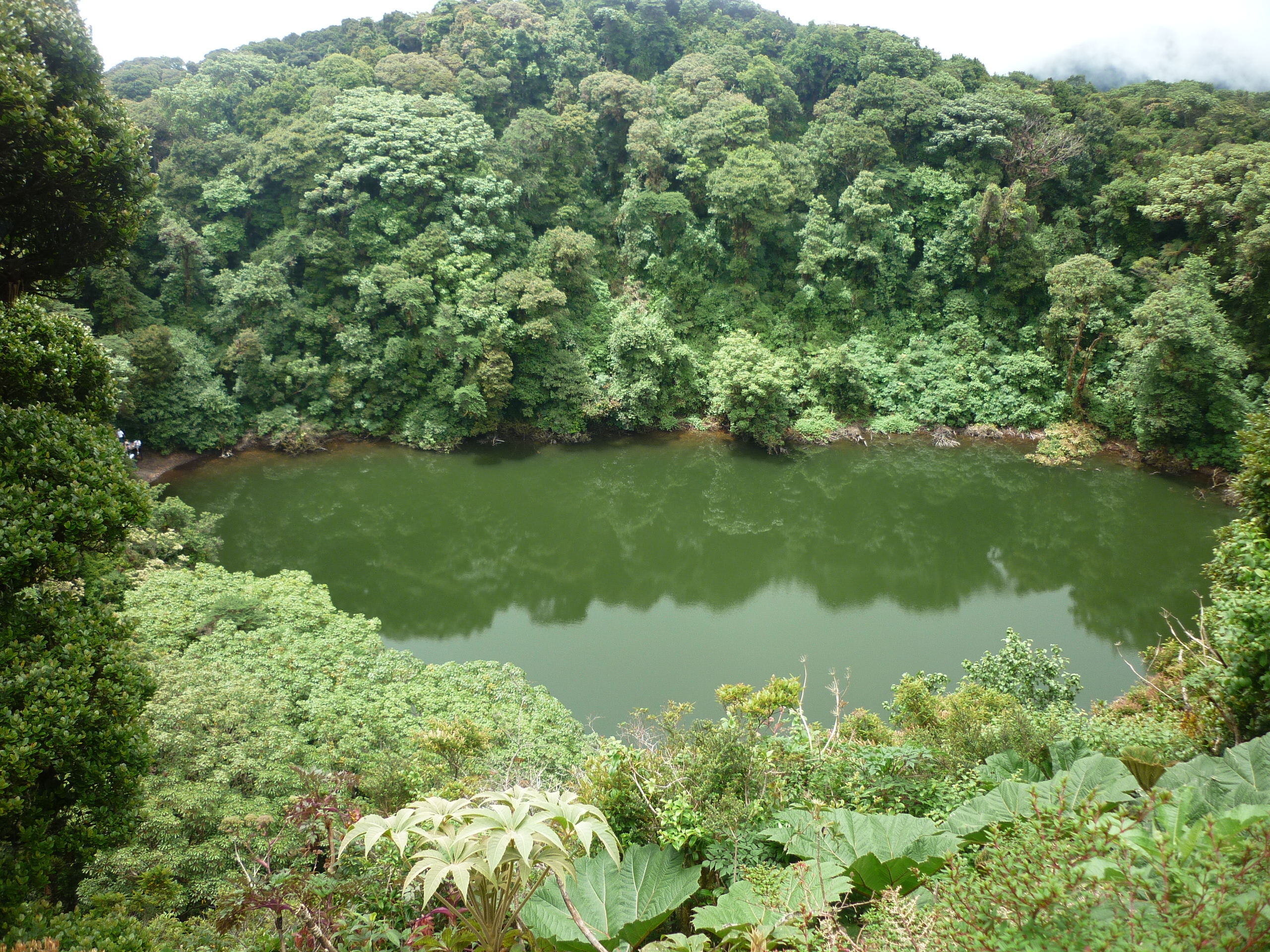
Vue d'un des lacs de cratère du volcan Barva.